# Max Bense
Max Bense (ur. 7 lutego 1910 w Strasburgu, zm. 29 kwietnia 1990 w Stuttgarcie) niemiecki filozof, semiotyk, logik, fizyk i pisarz.